# ميجان باركر
ميجان باركر (بالإنجليزية: Megan Barker) هي دراجة بريطانية، ولدت في 15 أغسطس 1997.

## وصلات خارجية
- ميجان باركر على موقع الاتحاد الدولي للدراجات (الإنجليزية)
- ميجان باركر على موقع أرشيف الدراجات (الإنجليزية)
- ميجان باركر على موقع إحصائيات الدراجات الإحترافية (الإنجليزية)
- ميجان باركر على موقع نسبة الدراجات (الإنجليزية)
- ميجان باركر على موقع CycleBase (الإنجليزية)